# 金牛座70
金牛座70，又名BD+15 621，HD 27991、SAO 93925、HR 1391，是金牛座的一颗恒星，视星等为6.46，位于銀經179.79，銀緯-22.54，其B1900.0坐标为赤經4h 19m 54.7s，赤緯+15° -22.54′ 45″。